# كريس كان (لاعب هوكي الحقل)
كريس كان (بالإنجليزية: Kris Kane)‏ هو لاعب هوكي الحقل بريطاني، ولد في 5 ديسمبر 1980.